# Nihoa lambleyi
Nihoa lambleyi är en spindelart som beskrevs av Raven 1994. Nihoa lambleyi ingår i släktet Nihoa och familjen Barychelidae. Inga underarter finns listade i Catalogue of Life.